# 伊予の早曲がり
伊予の早曲がり（いよのはやまがり）とは、愛媛県内における道路交通のローカルルールや道路交通マナーの悪さを表す言葉である。愛媛県伊予市が発祥とされている。

## 概要
愛媛県内に多い交通違反のひとつであると同時に、交差点を右折する際に青信号になったと同時に急発進を行ない対向の直進車よりも早く右折する行為を指す俗称で、右直事故の典型的原因にもなっている。
なお、こうした運転を警戒し、相手が右折レーンにいる場合に少し直進を遅らせる傾向が見られ、渋滞の原因の一つとなることもある。
愛媛県松前町では、2022年1月から毎月「特別週間」を設け、伊予の早曲がりをはじめとする危険な運転に対して、重点的な取り締まりをおこなっている。また、愛媛県警察も2021年に県内で起きた交通事故の半数近くが交差点で起き13人が死亡したことを受けて、2022年、「交差点取締特別週間」を月ごとに定めて対策を強化することを発表した。
同様の危険な運転は茨城県内でも見られており、こちらは「茨城ダッシュ」と呼ばれている。また、右折優先傾向の強い山梨ルールを持つ山梨県内でも気の早いドライバーが結果的にこのような運転をする場合もある。しかし、同時に信号が黄色に変わっても進入する、いわゆる『信号名残』の傾向もあり、信号が変わった直後の進入にはリスクがあるためかそれほど顕著に見られる現象ではなく、概ね危険な運転として認識されている。